# Michel Boutin (art)
Pour les articles homonymes, voir Michel Boutin et Boutin.
 (septembre 2021).
Si vous disposez d'ouvrages ou d'articles de référence ou si vous connaissez des sites web de qualité traitant du thème abordé ici, merci de compléter l'article en donnant les références utiles à sa vérifiabilité et en les liant à la section « Notes et références ».
Michel Boutin est un galeriste parisien reconnu dans le milieu de l'art durant l'après-guerre. Esprit réputé volontiers non-conformiste, attaché à la dénonciation des impostures et du « culturellement correct », il est aussi le directeur de publication de la revue L'Amateur d'Art durant les années 1970-1980, qui a compté Georges Pillement, Gilbert Prouteau et Jean-Pierre Thiollet parmi ses collaborateurs et dont la publication cesse peu après son décès, au début des années 1990.